# Kozyatağı (Kadıköy)
Kozyatağı è un quartiere (in turco semt) e una mahalle con lo stesso nome, dipendente dal distretto di Kadıköy, nella parte asiatica di Istanbul. Esso ha accelerato il suo sviluppo dopo gli anni '80, e oltre ad essere una zona residenziale comprende edifici per uffici.

## Geografia fisica
Come quartiere (diviso nelle mahalle di Kozyatağı e 19 Mayıs), è delimitato dall'autostrada D-100 (autostrada E-5) a nord e nord-est, Sahrayıcedit a nord-ovest, Erenköy a ovest, Suadiye, che è separato da Şemsettin Günaltay Caddesi (Minibus Caddesi) a sud e Bostancı a est. Kozyatağı confina anche con la mahalle di İçerenköy di Ataşehir, a nord dell'Autostrada D-100.

## Origine del nome
Si ritiene che il nome della zona derivi dagli alberi di noce (koz è un termine alternativo per 'noce' in turco) che un tempo si diceva abbondassero nella zona.

## Storia

### Periodo ottomano
Kozyatağı nel passato era un'area rurale nelle zone interne della costa del Mar di Marmara appartenente al distretto di Kadıköy, e fino agli anni '70 era per lo più utilizzata e sfruttata per scopi agricoli. Kozyatağı era nota per la sua aria pulita fino a quando il quartiere non è stato completamente edificato. Per molto tempo, Kozyatağı ha continuato a esistere come terreno agricolo coperto di vigneti, giardini e frutteti, come gli insediamenti rurali nelle vicinanze come Erenköy. La mappa di Kauffer del 1776 mostra in questa zona terreni disabitati. A partire dalla seconda metà del XIX secolo, anche se nuovi insediamenti sorsero lungo la linea e vennero costruiti palazzi su vaste aree da Kızıltoprak a Bostancı, Kozyatağı mantenne in gran parte le sue caratteristiche di terreno agricolo e prativo grazie alla sua posizione relativamente interna e alla distanza dalla ferrovia. Alla fine del XIX secolo, all'incrocio tra la strada Erenköy-Bağlarbaşı e Şakacı caddesi con Şemsettin Günaltay caddesi, sorse un semplice bazar e un piccolo insediamento, dove nel 1895 fu costruita una moschea dallo sceicco Süleyman Halim Efendi. Nella seconda metà del XIX secolo, anche se non tanto quanto Göztepe e Erenköy, a Kozyatağı vennero costruiti palazzi isolati e si stabilirono importanti amministratori dell'epoca. Hassa Mirlivası Seyyid Pasha costruì una fontana sulla strada İçerenköy-Kozyatağı-Sahrayıcedit nel 1863 o 1864;  Ahmed Reşid Pasha, uno dei ministri delle finanze del periodo di Abdülhamid II (r. 1876-1909), costruì un'altra fontana nel 1902. Anche il ministro degli Affari interni Memduh Pasha costruì una villa in questo periodo e si stabilì a Kozyatağı. Un altro personaggio famoso che si stabilì a Kozyatağı fu Gazi Ethem Pasha, l'eroe della guerra turco-greca del 1897 a Domokos. Oggi, nella mahalle ci sono due strade che portano il suo nome e quello di Domokos (Dömeke in Turco). Alla fine del XIX secolo, un altro nucleo di insediamento rurale emerse a nord di Kozyatağı, vicino alla strada Üsküdar-İçerenköy. Più a nord si trova un'ampia area di terreno nota come 'Fattoria di Nadir Aga', su cui in seguito è stato costruito l'Ospedale PTT (ora Ospedale di Formazione e Ricerca Fatih Sultan Mehmet). Nel 1906, Kozyatağı divenne una mahalle separata di 150 ettari. Il primo mukhtar della mahalle fu Hafiz Hasan Naci Efendi, l'imam della moschea di Süleyman Efendi. Secondo Celal Esad Arseven, capo del Dipartimento di Kadıköy dello Şehremaneti, nel suo studio del 1913 intitolato Kadıköy Hakkında Tetkikat-ı Belediyeye, all'epoca a Kozyatağı vivevano 1.037 persone, di cui 567 uomini e 470 donne, e c'erano 317 famiglie e 20 negozi. Secondo l'indagine sanitaria condotta nel 1910, Kozyatağı era l'unica mahalle di Kadıköy in cui non si riscontravano malattie contagiose.

### Periodo repubblicano
Fino agli anni '70, Kozyatağı aveva una struttura urbanistica piuttosto statica, senza costruzioni su larga scala. Con l'apertura del Ponte sul Bosforo e della circonvallazione nel 1973, l'attrattiva di Kadıköy come area di insediamento è aumentata. Le densità edilizie sono state incrementate con il Piano regolatore di Erenköy-Bostancı del 1972, e Kozyatağı, insieme a mahalle come Göztepe e Sahrayıcedit, è diventato teatro di un'intensa attività edilizia. L'autorizzazione alla costruzione di grattacieli ha portato a Kozyatağı, a partire dagli anni '70, un modello edilizio denso e multipiano costituito da complessi residenziali e condomini.
Nel 1989, l'accesso alla mahalle è stato facilitato con l'apertura dello svincolo e del raccordo anulare di Kozyatağı, che collega l'autostrada D-100 all'autostrada O-2 che porta al ponte Fatih Sultan Mehmet, ed è diventato un nuovo e attraente centro per uffici e attività commerciali. Oltre agli edifici per uffici concentrati lungo l'autostrada D-100, intorno allo svincolo di Kozyatağı sono stati costruiti centri commerciali. Sebbene Kozyatağı sia oggi una mahalle prevalentemente residenziale, sta rapidamente diventando un nuovo centro di sviluppo sul lato anatolico per usi commerciali e uffici. Kozyatağı, che all'inizio del XX secolo si trovava al 9º posto tra le 11 mahalle di Kadıköy in termini di popolazione, è la seconda mahalle più popolata dopo Göztepe tra le 21 di Kadıköy, con una popolazione di 36.358 abitanti nel 2014.  Il quartiere di Kozyatağı, che fino al 1991 comprendeva l'attuale mahalle di 19 Mayıs, a causa della crescita della popolazione e del rapido sviluppo edilizio è stato diviso in due, istituendo la mahalle di 19 Mayıs.
La mahalle è composta da 56 strade e 4 viali.

## Monumenti e luoghi d'interesse

### Edifici religiosi
A Kozyatağı ci sono due moschee, la Moschea centrale moderna Mehmet Çavuş e la Moschea Hacı İsmail Kurt.

## Educazione
A Kozyatağı ci sono 3 scuole primarie (scuola elementare Kozyatağı Şükran Karabelli, scuola secondaria İlhami Ertem, scuola secondaria Hakkı Değer) e 1 istituto di istruzione privata.

## Trasporti
La stazione di Kozyatağı, una delle stazioni della linea metropolitana M4 Kadıköy - Aeroporto Sabiha Gökçen, si trova tra le stazioni di Yenisahra e Bostancı. Una delle stazioni della linea metropolitana M8 Bostancı - Parseller, aperta nel gennaio 2023, è anch'essa situata a Kozyatağı.